# Richard Burton
Richard Burton (Pontrhydyfen, 10. studenog 1925. – Ženeva, 5. kolovoza 1984.), britanski filmski glumac.